# Martin Krienzer
Martin Krienzer (* 12. Februar 2000) ist ein österreichischer Fußballspieler.

## Karriere

### Verein
Krienzer begann seine Karriere beim SV Stallhofen. Zur Saison 2010/11 wechselte er in die Jugend des SK Sturm Graz, bei dem er ab der Saison 2014/15 auch sämtliche Altersstufen in der Akademie durchlief.
Im September 2016 debütierte er gegen den Deutschlandsberger SC für die Amateure von Sturm in der Regionalliga. In der Saison 2016/17 kam er zu fünf Einsätzen in der dritthöchsten Spielklasse. Im August 2017 erzielte er bei einem 5:1-Sieg gegen die Amateure des Wolfsberger AC sein erstes Tor in der Regionalliga. Bis zum Ende der Saison 2017/18 absolvierte er 19 Spiele für die Amateure von Sturm und erzielte dabei vier Tore. In der Saison 2018/19 kam Krienzer auf zwölf Treffer in 28 Spielen.
In der abgebrochenen Regionalligasaison 2019/20 erzielte er erneut zwölf Treffer, allerdings diesmal in nur 15 Spielen. Im Juni 2020 erhielt er bei Sturm einen bis Juni 2022 laufenden Vertrag. Im Juli 2020 debütierte er bei seinem Kaderdebüt für die Profis in der Bundesliga, als er am 32. Spieltag der Saison 2019/20 gegen den TSV Hartberg in der 74. Minute für Kevin Friesenbichler eingewechselt wurde.
Zur Saison 2020/21 wurde er an den Zweitligisten SV Lafnitz verliehen. Bis zum Ende der Leihe kam er zu 27 Einsätzen in der 2. Liga, in denen er sechs Tore erzielte. Zur Saison 2021/22 kehrte er wieder zu Sturm zurück. Für die Profis kam er nach seiner Rückkehr nur einmal im Cup zum Einsatz, sonst spielte er wieder für die Amateure der Steirer. Für diese kam er in 31 Regionalligaeinsätzen zu 23 Toren und hatte somit großen Anteil am Zweitligaaufstieg von Sturm II am Ende der Spielzeit.
Dennoch wurde sein Vertrag nach der Saison 2021/22 nicht verlängert, woraufhin Krienzer zum Zweitligisten FC Admira Wacker Mödling wechselte, bei dem er einen bis Juni 2024 laufenden Vertrag erhielt. Insgesamt kam er für die Admira zu 24 Zweitligaeinsätzen, ehe sein Vertrag im Jänner 2024 aufgelöst wurde. Anschließend wechselte Krienzer zum Regionalligisten ASK Voitsberg.

### Nationalmannschaft
Krienzer spielte im Mai 2015 erstmals für eine österreichische Jugendnationalauswahl. Von August 2016 bis März 2017 kam er zu neun Einsätzen für die U-17-Mannschaft. Im September 2017 debütierte er gegen Finnland für das U-18-Team. Bis April 2018 kam er für dieses zu zehn Einsätzen.
Im August 2018 absolvierte er gegen Zypern sein erstes Spiel für die U-19-Mannschaft, für das er bis Oktober desselben Jahres sechs Mal zum Einsatz kam.